# География на Бангладеш
Бангладеш е държава в Южна Азия. Площ 147 570 km². Население на 1 януари 2016 г. 161 380 000 души. Столица град Дака.

## Географско положение, граници, големина
Бангладеш е държава в Южна Азия, разположена в най-голямата делта на Земята, тази на Ганг и Брахмапутра. На запад, север и изток Бангладеш граничи с Индия (дължина на границата 2850 km), а на югоизток с Мианмар (244 km). Обща дължина на границите (само сухоземни) 3094 km. В тези си граници Бангладеш заема площ от 147 570 km². Дължина от север на юг 820 km, ширина до 600 km.
Крайни точки:
- на север – граница с Индия, ляв бряг на река Махананда 26°08’32” с.ш.
- на юг – южен бряг на остров Сент Мартинс 20°34’33” с.ш.
- на запад – граница с Индия, ляв бряг на река Ганг 88°00’31” и.д.
- на изток – граница с Мианмар, връх Модоу (904 m) в планината Модоу 92°40’48” и.д.

## Природа

### Релеф, геоложки строеж, полезни изкопаеми, природни райони
Бангладеш е страна заемаща източната периферия на Индо-Гангската равнина, в пределите на най-голямата делта на Земята, тази на реките Ганг и Брахмапутра (Джамуна). Бреговата линия с Бенгалския залив е дълга 2720 km и е изрязана от многочислените ръкави и протоци на делтата, заемащи около 9/10 от територията на Бангладеш. Бреговете са предимно ниски и поради силните приливно-отливни течения техните очертания често се променят. Делтата представлява ниска плоска равнина с височина до 30 m, а южната ѝ част носеща названието Сундарбан е силно заблатена. Равнината е изградена от плейстоценски и съвременен алувий, представен основно от пясъци, глини и тиня. На югоизток са разположени хълмове и ниски планини с височина до 1052 m (на границата с Мианмар), изградени от варовици, шисти и пясъчници. В страната се разработват малки находища на каменни въглища, природен газ, варовик, каолин и торф. В зависимост от природните условия територията на страната се поделя на два природни района: Периодически наводняваната делта на Ганг и Брахмапутра и постоянно заблатената крайбрежна низина Сундарбан и хълмосто-нископланински югоизточен район с тропически гори.

### Климат
Климатът в Бангладеш е субекваториален, мусонен, характеризиращ се с широки сезонни колебания в количеството на валежите, температурата и влажността на въздуха. В страната има три сезона: горещо и задушно лято от март до юни; горещ, влажен и дъждовен мусонен сезон от юни до ноември и топла суха зима от декември до февруари. Максималните летни температури варират от 38 до 41 °C. В по-голямата част от страната април е най-горещият месец със средни температури от 23 до 34 °C.. Януари е най-хладният месец, когато средните температури в по-голямата част са в интервала 12-25 °C през деня и около 10 °C през нощта. Годишната сума на валежите в делтата е около 2000 mm, а на североизток и югоизток на места над 3000 mm. Природни бедствия като наводнения, торнада и приливни вълни се проявяват почти всяка година. 16 пъти на всяко десетилетие Бангладеш е удряна от мощни тропически циклони. През 1991 циклон удря югоизточното крайбрежие на страната и убива близо 140 000 души.
| температура | януари | февуари | март  | април | май   | юни   | юли   | август | септември | октомври | ноември | декември |
| ----------- | ------ | ------- | ----- | ----- | ----- | ----- | ----- | ------ | --------- | -------- | ------- | -------- |
| минимална   | 14 °C  | 17 °C   | 22 °C | 25 °C | 26 °C | 27 °C | 27 °C | 27 °C  | 27 °C     | 25 °C    | 21 °C   | 16 °C    |
| максимална  | 24 °C  | 27 °C   | 31 °C | 32 °C | 32 °C | 31 °C | 31 °C | 31 °C  | 31 °C     | 31 °C    | 28 °C   | 25 °C    |

|                       | януари | февуари | март | април | май | юни | юли | август | септември | октомври | ноември | декември |
| количество валеж (мм) | 8      | 20      | 58   | 117   | 267 | 358 | 399 | 317    | 257       | 163      | 30      | 5        |

### Води
Речната система на страната е гъста, особено в пределите на Сундарбан, където площта на островите е приблизително равна на площта на протоците. Обединеният поток Падма на Ганг и Джамуна достига ширина до 10 km и сливайки се с река Мегхна образува огромен естуар. Всичките реки са с лятно пълноводие, обусловено от мусонните дъждове. Повдигането на речните води в делтата достига до 10 m и значителни части от страната ежегодно са подложени на силни наводнения с продължителност до 3 месеца.

### Почви, растителност, животински свят
В сраната преобладават много плодородните алувиални почви. На север и югоизток с повишаване на надморската височина се появяват червеноземни и жълтоземни почви, а в Сундарбан почвите са заблатени. Естествената растителност за последните 100 години е почти унищожена. Разпространени са тропически вечнозелени гори с участието на бамбук, лиани, епифити. Големи горски масиви са се съхранили единствено на юг, югоизток и североизток. В районите с по-малко количество валежи се срещат мусонни гори, с окапващи листа през сухия сезон. Най-високите части от възвишенията са заети от храстова савана, а по крайбрежието на Бенгалския залив на места са развити мангрови формации.
В горите обитават маймуни (макаци, коткоподобни). Хищниците са представени от бенгалски тигър, леопард, ивичеста хиена, бърнеста мечка. На югоизток са се съхранили диви слонове. Има многочислени гризачи, срещат се кобри, тигрови питони, крокодили. В заблатените райони са разпространени маларийни комари.

## География на населението
Урбанизацията в Бангладеш нараства с бързи темпове. Дадена е оценка, че само 30% от населението навлизащо в трудоспособна възраст в бъдещето ще се занимава със земеделие, въпреки че много хора вероятно ще намерят други видове работа в селските райони. Районите около градовете Дака и Комила в страната се най-гъстонаселени, докато най-малка гъстота на населението имат Сундарбан - площ с крайбрежна тропическа джунгла в югозападната част на страната, единственият дом на оцелели бенгалски тигри и хълмовете Читагонг на югоизточната граница с Мианмар.